# Беда, Леонид Игнатьевич
Леони́д Игна́тьевич Беда́ (16 августа 1920, село Новопокровка, Рясская волость, Петропавловский уезд, РСФСР; ныне Узункольский район Костанайской области, Казахстан — 26 декабря 1976; Брестская область, Белорусская ССР, СССР) — дважды Герой Советского Союза (26 октября 1944, 29 июня 1945), заслуженный военный лётчик СССР (17 августа 1971), генерал-лейтенант авиации (1972).

## Биография
Родился 16 августа 1920 года в селе Новопокровка (ныне Узынкольского района Костанайской области, Казахстан). Украинец. В 1936 году окончил 7 классов школы, в 1940 году — Уральский учительский институт и аэроклуб в городе Уральск.
В армии с августа 1940 года. В 1942 году окончил Чкаловскую военную авиационную школу лётчиков (г. Оренбург).
Участник Великой Отечественной войны: в августе 1942-январе 1943 — лётчик, старший лётчик, штурман и командир авиаэскадрильи, помощник командира по воздушно-стрелковой службе 505-го (с марта 1943 года — 75-го гвардейского) штурмового авиационного полка.
К апрелю 1944 года совершил 109 боевых вылетов. За мужество и героизм, проявленные в боях, Указом Президиума Верховного Совета СССР от 26 октября 1944 года гвардии старшему лейтенанту Беде Леониду Игнатьевичу присвоено звание Героя Советского Союза с вручением ордена Ленина и медали «Золотая Звезда».
За последующие 105 боевых вылетов Указом Президиума Верховного Совета СССР от 29 июня 1945 года гвардии майор Беда Леонид Игнатьевич награждён второй медалью «Золотая Звезда».
Сражался на Сталинградском, Южном, 4-м Украинском и 3-м Белорусском фронтах. Участвовал в Сталинградской битве, освобождении Донбасса, Южной Украины, Крыма, Белоруссии и Литвы, в Восточно-Прусской операции и штурме Кёнигсберга. Всего за время войны совершил 214 боевых вылетов на штурмовике Ил-2.
В 1945 году окончил Курсы усовершенствования командного состава при Липецкой высшей офицерской лётно-тактической школе. До 1947 года продолжал службу в строевых частях ВВС (в Белорусском военном округе). В 1950 году окончил Военно-воздушную академию (Монино). Был командиром авиационного полка, заместителем командира авиационной дивизии (в Туркестанском военном округе). В 1957 году окончил Военную академию Генштаба. В 1957—1966 гг. командовал 1-й гвардейской штурмовой авиационной Сталинградской ордена Ленина дважды Краснознамённой орденов Суворова и Кутузова дивизией (1-я гв. шад), в которой воевал от Сталинграда до Кёнигсберга, (Штаб дивизии находился в городе Лида Гродненской области, (Беларусь) до вывода в г. Краснодар в 1993 году). В 1966—1968 — заместитель, в 1968—1972 — 1-й заместитель командующего 26-й воздушной армией (Белорусский военный округ). С февраля 1972 года — командующий авиацией Белорусского военного округа.
Жил в Минске (Белоруссия). Погиб 26 декабря 1976 года в автомобильной катастрофе вместе с председателем Президиума Верховного Совета Белоруссии Ф. А. Сургановым. Похоронен на Восточном кладбище в Минске.
Депутат Верховного Совета Белорусской ССР 5-го и 9-го созывов (в 1959—1963 годах и с 1975 года). Член ЦК Компартии Беларуси с 1976 года.

## Награды

Надгробный памятник Л. И. Беде на Восточном кладбище в Минске

- дважды Герой Советского Союза (26.10.1944, 29.06.1945)
- орден Ленина (26.10.1944)
- 4 ордена Красного Знамени (30.08.1943, 1.11.1943, 24.10.1944, 22.02.1968)
- Орден Александра Невского (3.07.1944)
- орден Отечественной войны 1-й степени (19.04.1945)
- орден Красной Звезды (10.12.1942)
- медаль «За боевые заслуги» (15.11.1950)
- другие медали

## Почётные звания
- Заслуженный военный лётчик СССР (17.08.1971)
- Почётный гражданин городов Костанай (Казахстан) и Лида Гродненской области (Беларусь)

## Память
- Бронзовый бюст установлен в Костанае на площади Победы[1].
- Бюст установлен в парке Победы в г. Костанае.
- Навечно зачислен в списки 116 гвардейской штурмовой авиационной Радомской Краснознамённой базы — соединения Военно-воздушных сил Республики Беларусь. Место дислокации — аэродром Лида (Гродненская область).
- В Минске на доме, в котором жил Л. И. Беда (улица Янки Купалы, дом 7), 25 июня 2008 года открыта мемориальная доска (автор — скульптор И. Миско)[2].
- Его имя носят улицы в городах Минск, Костанай[3][4] и Лида[5].
- На родине героя, в селе Новопокровка, существует школьный музей Л. И. Беды[6].
- В Минске на улице Леонида Беды (дом 5) установлена мемориальная доска с указанием, в честь кого эта улица названа.
- Приказом Управления по образованию Администрации Советского района г. Минска от 27 июня 2024 г. номер 350, ГУО "Средняя школа номер 53 г. Минска" присвоено имя дважды Героя Советского Союза Л. И. Беды.